# Banara larensis
Banara larensis là một loài thực vật có hoa trong họ Liễu. Loài này được Steyerm. mô tả khoa học đầu tiên năm 1952.